# Stanley Cortez
Pour les articles homonymes, voir Cortez.
Stanley Cortez, pseudonyme de Stanislas Krantz, né le 4 novembre 1908 à New York, et mort le 23 décembre 1997 à Hollywood, est un directeur de la photographie américain.
Il signa la lumière de plus de 70 films, parmi lesquels La Splendeur des Amberson (1942) d'Orson Welles, Depuis ton départ (1944) de John Cromwell, La Nuit du chasseur (1955) de Charles Laughton et Les Trois Visages d'Ève de Nunnally Johnson (1957). Cortez fut nommé deux fois aux Oscars (1942 et 1944) et fut récompensé pour l'ensemble de sa carrière en 1989 par l'American Society of Cinematographers.

## Carrière
Né Stanislas Krantz à New York, Cortez étudie à l'Université de New York lorsqu'il commence à travailler comme assistant opérateur sur des tournages produits à Manhattan. Après ses études, il devient photographe-portraitiste avant de retourner dans l'industrie cinématographique pour la fin de l'ère du muet.
Cortez travaille comme assistant jusqu'en 1936, puis passe chef opérateur pour Universal Pictures sur des séries B. Se forgeant une réputation d'opérateur capable de réaliser des effets spectaculaires avec un minimum de dépenses, il est engagé en 1941 par Orson Welles pour la production de La Splendeur des Amberson. Mais il ne répond pas cette fois aux attentes de la RKO, les coûts importants ne sont pas amortis en salle, ce dont Cortez est tenu responsable. Malgré les critiques de la production, Cortez est gratifié d'une récompense pour la meilleure photographie par les Film Critics of America ainsi qu'une nomination pour l'Oscar de la meilleure photographie.
En 1949, Cortez tourne L'Homme de la Tour Eiffel, son premier film en couleurs, avec Charles Laughton dans le premier rôle. Laughton l'engage six ans plus tard pour son unique mais très apprécié film en tant que réalisateur, La Nuit du chasseur.
En sus de ses « grand films », Cortez travaille sur de nombreux films à petit budget, dont Police spéciale (The Naked Kiss) de Samuel Fuller, Young Dillinger (en) et La Planète rouge (The Angry Red Planet).
Dans les années 1970, Cortez tourne de plus en plus de séquences-titre et est crédité de Special-Photographer. Entre-temps, il tourne toujours plus pour la télévision.
Selon une rumeur, un comité l'approche en fin de carrière pour le décorer comme membre éminent de la communauté hispanique dans l'industrie cinématographique, auquel il répond avec un certain amusement qu'il était né dans une famille juive autrichienne. Il changea son nom à la suite du succès de son frère aîné, l'acteur Ricardo Cortez (né Jacob Krantz).
Stanley Cortez est mort en 1997 à Hollywood d'un arrêt cardiaque.

## Filmographie partielle
- 1937 : Chasseurs d'images ou Les Lanciers du déserts (I Cover the War), d'Arthur Lubin
- 1938 : The Lady in the Morgue d'Otis Garrett
- 1940 : Margie d'Otis Garrett et Paul Gerard Smith
- 1941 : Le Chat noir (The Black Cat), d'Albert S. Rogell
- 1941 : A Dangerous Game de John Rawlins
- 1942 : La Splendeur des Amberson d'Orson Welles
- 1943 : Obsessions (Flesh and Fantasy) de Julien Duvivier
- 1944 : Depuis ton départ de John Cromwell, avec Lee Garmes
- 1947 : Une vie perdue (Smash-Up, the Story of a Woman) de Stuart Heisler
- 1948 : Le Secret derrière la porte de Fritz Lang
- 1949 : L'Homme de la Tour Eiffel de Burgess Meredith
- 1950 : Corruption (The Underworld Story) de Cy Endfield
- 1954 : Mardi, ça saignera (Black Tuesday) de Hugo Fregonese
- 1955 : La Nuit du chasseur de Charles Laughton
- 1957 : Affaire ultra-secrète (Top Secret Affair) de Henry C. Potter
- 1957 : Les Trois Visages d'Ève (The Three Faces of Eve) de Nunnally Johnson
- 1959 : Caravane vers le soleil (Thunder in the Sun) de Russell Rouse
- 1960 : Les Monstres de l'île en feu (Dinosaurus !) de Irvin S. Yeaworth Jr.
- 1963 : Shock Corridor de Samuel Fuller
- 1964 : Police spéciale de Samuel Fuller
- 1969 : Le Pont de Remagen de John Guillermin

### Source
- (en) Cet article est partiellement ou en totalité issu de l’article de Wikipédia en anglais intitulé « Stanley Cortez » (voir la liste des auteurs).

- (de) Cet article est partiellement ou en totalité issu de l’article de Wikipédia en allemand intitulé « Stanley Cortez » (voir la liste des auteurs).